# Wei Tingting
Wei Tingting (en chino 韦婷婷 ) es una feminista china, defensora de los derechos de los homosexuales y defensora de los derechos de las mujeres . 

## Biografía
Wei pasó su niñez en el sur rural de China y después asistió a la Universidad de Wuhan. Según The New York Times, se sintió atraída por las "provocadoras" feministas occidentales y realizó la producción de Los monólogos de la vagina (The Vagina Monologues)) durante su segundo año. Más tarde se convirtió en la organizadora de proyectos en el Instituto de Educación de Salud de Género de Beijing, como la anual AIDS Walk sobre el sida en la Gran Muralla; asistió también a conferencias de mujeres en India y Corea del Sur, y comenzó a recopilar material para un documental sobre la bisexualidad en China. También se desempeñó como directora de Ji'ande, una organización de derechos LGBT en Beijing.

## Activismo
En 2012, Wei Tingting y Li Tingting participaron en una protesta del Día de San Valentín contra la violencia doméstica en Beijing.
 

En 2015, ella y otros cuatro activistas (Zheng Churan, Wang Man, Wu Rongrong y Li Tingting, conocidas colectivamente como "The Feminist Five" o "The Gang of Five (la Pandilla de Cinco) fueron detenidas por el gobierno chino justo antes del Día Internacional de la Mujer, el día en que planeó ejecutar una campaña contra el acoso sexual en el transporte público. Las cinco mujeres fueron puestas en libertad bajo fianza después de 37 días de detención. Si hubieran sido condenados, las mujeres podrían haber enfrentado hasta tres años de prisión por "buscar peleas y provocar problemas". Desde su liberación, Wei ha dicho que continuará luchando por la igualdad de género. Ella dijo: 
 He leído muchos informes y artículos sobre nuestro arresto y son muy conmovedores y alentadores. Empecé a sentirme abatida y pensé que este incidente sería el final para nosotras, jóvenes activistas. Pero la reacción ha comenzado una era de magníficas, nuevas activistas. No pueden detenernos a todas. 
 Bustle, una revista de mujeres en línea, incluyó a las "Cinco feministas chinas" en su lista de "14 activistas por los derechos de las mujeres de todo el mundo que te inspirarán".